# Ко Такаморо
Ко Такаморо (јап. 高師 康; 9. новембар 1907 — 26. март 1995) био је јапански фудбалер.

## Каријера
Током каријере је играо за Saitama Shukyu-Dan и Васеда ВМВ.

## Репрезентација
За репрезентацију Јапана дебитовао је 1927. године. За тај тим је одиграо 2 утакмице.

## Статистика
| Јапан  | Јапан   | Јапан  |
| Година | Наступи | Голови |
| ------ | ------- | ------ |
| 1927.  | 2       | 0      |
| Укупно | 2       | 0      |